# Anouer Taouerghi
Anouer Taouerghi, né le 17 août 1983 à Tunis, est un joueur tunisien de volley-ball. Il mesure 1,78 m et joue en tant que libero.
Il a pris part aux Jeux olympiques d'été de 2012 avec l'équipe de Tunisie.

## Clubs
- 1995-2003 : Union sportive des transports de Sfax ( Tunisie)
- 2004-2014 : Club sportif sfaxien ( Tunisie)
- depuis 2014 : Étoile sportive du Sahel ( Tunisie)

## Palmarès

### Équipe nationale
- Championnat d'Afrique
  -  Troisième en 2011 ( Maroc)
  -  Finaliste en 2013 ( Tunisie)
- Jeux méditerranéens
  -  Médaille d'argent aux Jeux méditerranéens de 2013 ( Turquie)
- Championnat arabe
  -  Vainqueur en 2006 et 2012 ( Bahreïn)
- Championnat d'Afrique des moins de 21 ans
  -  Finaliste en 2002 ( Égypte)
- Championnat d'Afrique des moins de 19 ans
  -  Vainqueur en 2000 ( Égypte)

### Autres
- Vainqueur du Tournoi international de Rashed en 2012 à Dubaï[1] ( Émirats arabes unis)
- Vainqueur de la coupe du président Noursoultan Nazarbaïev en 2012[2] ( Kazakhstan)
- 8e au championnat du monde cadet 2001 ( Égypte)

### Clubs
- Championnat du monde des clubs
  - 5e en 2013 ( Brésil)
- Championnat d'Afrique des clubs champions
  -  Vainqueur en 2005 ( Bénin)
  -  Vainqueur en 2013 ( Libye)
  -  Troisième en 2010 ( Tunisie)
- Coupe arabe des clubs champions
  -  Vainqueur en 2007, 2008 et 2013
  -  Finaliste en 2011
- Championnat de Tunisie
  -  Vainqueur en 2004, 2005, 2009 et 2013
  -  Finaliste en 2012
- Coupe de Tunisie
  -  Vainqueur en 2005, 2009, 2012, 2013 et 2015

### Autres
- Vainqueur du Tournoi international de Bani Yas en 2011 ( Émirats arabes unis)

## Récompenses et distinctions
- Meilleur libero du championnat d'Afrique des clubs champions 2005
- Meilleur libero du championnat d'Afrique des clubs champions 2010[3]
- Meilleur libero du championnat d'Afrique des clubs champions 2013[4]
- Meilleur libero du championnat d'Afrique des clubs champions 2014
- Meilleur libero du championnat d'Afrique des clubs champions 2015[5]
- Meilleur libero dans la coupe du président Noursoultan Nazarbaïev 2011 (tournoi amical au Kazakhstan)
- Meilleur libero du championnat d'Afrique de volley-ball 2005[6]
- Meilleur défenseur du championnat d'Afrique de volley-ball 2011[7]
- Meilleur libero du championnat d'Afrique de volley-ball 2013
- Meilleur réceptionneur de la coupe arabe des clubs champions 2013[8]
- Meilleur défenseur du championnat du monde des clubs 2013[9]